# トヨタモビリティ富山
トヨタモビリティ富山株式会社（トヨタモビリティとやま）は、富山県富山市に本社を置くトヨタ自動車の自動車ディーラーである。

## 概要
2021年1月1日に富山トヨタ自動車・富山トヨペット・ネッツトヨタノヴェルとやまの3社が統合して設立された。

### 事業内容
以下の事業を展開している。

#### 自動車販売事業
富山県内のトヨタ・レクサス販売店の多くをカバーしており、2022年1月時点の店舗数は以下の通り。
- 旧：富山トヨタ自動車店舗 - 6店舗
- 旧：富山トヨペット店舗 - 7店舗
- 旧：ネッツトヨタノヴェルとやま店舗 - 3店舗
- レクサス店 - 3店舗
- 中古車Garage（旧：アクセル） - 4店舗

統合により店舗が多くなった地域の集約化も行われており、富山トヨタ高岡店と富山トヨペット高岡中央店を統合し、2021年1月9日より、富山トヨペット高岡中央店として営業していた店舗で、トヨタモビリティ富山・高岡として営業を開始した。それに伴い、富山トヨタ高岡店は2020年12月25日をもって閉店した。
レクサス店においては、富山エリア独自の認定中古車「LTPO（レクサス富山中古車）」を設定し、顧客の更なる拡大を図っている。これは全国統一基準である認定中古車「CPO」の基準から外れた中古車を、富山エリア限定の「準CPO」的な独自保証で販売するもので、CPO中古車より販売価格は割安になるが受けられるサービスが大幅に異なる。

#### レンタカー事業
2022年4月1日以降、富山県内のトヨタレンタリースの店舗の運営を、旧・トヨタレンタリース富山から引き継いだ。2024年4月時点での店舗数は6店舗。

## 沿革
- 2021年1月1日 - 会社設立。富山トヨタ自動車・富山トヨペット・ネッツトヨタノヴェルとやまの3社を統合し、トヨタモビリティ富山に商号変更[2][1]。
- 2022年4月1日 - 株式会社トヨタレンタリース富山と合併[3]。

### 統合前の4社の沿革
品川自動車商会→富山県自動車配給→富山県自動車整備配給→富山県自動車販売→富山県トヨタ販売→富山トヨタ自動車
- 1917年10月1日 - 富山市柳町70番地にて品川自動車商会として創業し、タクシー事業を開始[4]。
- 1919年5月23日 - バス事業を開始[4]。
- 1942年10月12日 - 富山県下の自動車販売店を統合して富山県自動車配給株式会社（のち富山トヨタ自動車株式会社）設立[5]。
- 1943年10月15日 - 富山県自動車配給株式会社を富山県自動車整備配給株式会社と改称。本社を富山市東公文名41番地に移転[5]。
- 1945年12月10日 - 富山県自動車整備配給株式会社を富山県自動車販売株式会社と改称、本社を富山市上り立町25番地に移転[5]。
- 1946年9月2日 - 富山県自動車販売株式会社を富山トヨタ販売株式会社と改称[5]。
- 1947年7月6日 - 本社を富山市東田地方50番地に移転[5]。
- 1948年8月25日 - 富山トヨタ販売株式会社を富山トヨタ自動車株式会社と改称[6]。
- 1961年11月15日 - 富山市東田地方50番地（現・千歳町2丁目5番26号）にて本社社屋竣工[7]。
- 2005年7月26日 - レクサス富山竣工、同年8月30日開業[8]。

富山トヨペット
- 1956年8月1日 - 富山トヨペット株式会社設立。本社をトヨタ自動車内に置く。同年11月、本社を富山市諏訪川原25番地に移転[9]。
- 1962年1月 - 本社および工場を五福末広町1238番地に新築移転[7]。

トヨタビスタ富山→ネッツトヨタノヴェルとやま。
- 1979年10月1日 - トヨタビスタ富山株式会社（のちネッツトヨタノヴェルとやま株式会社）設立（1980年4月1日営業開始）[10]。
- 2004年5月1日 - トヨタビスタ富山をネッツトヨタノヴェルとやま株式会社と改称[8]。

トヨタレンタカーサービス富山→トヨタレンタリース富山
- 1967年10月12日 - 株式会社トヨタレンタカーサービス富山設立（当時の本社は富山市千歳町2-5-6）[11]。
- 1968年3月 - 双代町で営業開始[11]。
- 1974年4月2日 - トヨタレンタリース富山と改称[11]。
- 1975年
  - 5月 - 本社を富山市本町6-17（現・富山市本町6-18）移転し、カーリース業を加える[10]。
  - 11月 - IBMシステム/3モデル15Aを導入[10]。
- 1996年10月 - ホームページを開設[12]。
- 2005年9月13日 - NEOシステムを導入[8]。
- 2016年9月1日 - 本社を品川グループ本社へ移転[13]。

## マスコットキャラクター
マスコットキャラクターは、ティモティである。

## キャッチコピー
- モビリティを通して、地域に愛を。（2021年1月 - ）

## 提供番組
すべて一社提供、特記無き限りトヨタモビリティ富山名義での提供。
現在（2023年3月時点）
- FMとやま
  - トヨタモビリティ富山 モーニング・ポップス
  - トヨタモビリティ富山 山中千尋 いつだって T-TIME
  - トヨタモビリティ富山 presents 高原兄のサンクス・スマイル・ミュージック
  - レクサス富山 アメージング クラシック（トヨタモビリティ富山・レクサス富山）
- KNBラジオ
  - イブニングbox（平日の「KNBニュース」コーナーのみ）

過去
- FMとやま
  - Feel T（旧・富山トヨタ自動車）